# Approssimante retroflessa
L'approssimante retroflessa è una consonante indicata col simbolo ɻ. Tale fono non è presente nella lingua italiana.
Le sue caratteristiche sono:
- il luogo di articolazione è retroflesso, che è una retroflessione fra il palato e gli alveoli;
- il modo di articolazione è approssimante, che si trova fra un'articolazione consonantica e vocalica;
- ha fonazione sonora, ossia viene pronunciata facendo vibrare le corde vocali.